# Plutonia eceroensis
Plutonia eceroensis is een slakkensoort uit de familie van de Vitrinidae. De wetenschappelijke naam van de soort is voor het eerst geldig gepubliceerd in 1987 door Alonso & Ibanez.